# Haarloze dolkworm
De haarloze dolkworm (Potamothrix moldaviensis) is een ringworm uit de familie van de Naididae. De wetenschappelijke naam van de soort is voor het eerst geldig gepubliceerd in 1903 door Vejdovský & Mrázek.